# Bufali (kommunhuvudort)
Bufali är en kommunhuvudort i Spanien.   Den ligger i provinsen Província de València och regionen Valencia, i den östra delen av landet, 300 km sydost om huvudstaden Madrid. Bufali ligger 237 meter över havet och antalet invånare är 199.
Terrängen runt Bufali är kuperad åt sydväst, men åt nordost är den platt.Runt Bufali är det ganska glesbefolkat, med 34 invånare per kvadratkilometer. Närmaste större samhälle är Alcoy, 18,4 km söder om Bufali. Trakten runt Bufali består till största delen av jordbruksmark.